# Милан Новаковић
Милан Ј. Новаковић (Краљево, 21. фебруар/5. март 1871 — Београд, 16/29. септембар 1907) био је српски генералштабни капетан и најпознатија личност покрета против завереника који су 1903. извршили Мајски преврат. Новаковић и официри које је окупио око себе били су познати као контразавереници или, подсмехљиво, контраћи.
У августу 1907. ухапшен је под лажном оптужбом да је украо штампарске матрице. Држан је у притвору у Главњачи до 29. септембра, када је погинуо током пуцњаве до које је дошло када се, искористивши непажњу стражара, забарикадирао у соби са оружјем заједно са другим затвореником Максимом Новаковићем. Погибија Милана и Максима Новаковића довела је до протеста и нереда у Београду, као и до великог сукоба власти и опозиције у Народној скупштини. Тадашње новине су о овом догађају месецима писале.

## Детињство и образовање
Милан Новаковић рођен је 21. фебруара/ 5. марта 1871. године. Његов отац Јован Новаковић је био угледни краљевачки трговац и земљорадник, председник општине Краљево и народни посланик. Иако је био присталица династије Карађорђевић, није долазио у сукобе са Обреновићима. Милан Новаковић је имао два брата, економа Божу Новаковића и Љубомира Новаковића, који је био министар народне привреде у обе владе Димитрија Цинцар Марковића. Милан Новаковић је након завршетка основне школе у Краљеву, а потом и Гимназије у Крагујевцу своје школовање наставио 1890. године на Војној академији у Београду. По завршетку Академије 1893. године добија чин артиљеријског потпоручника, а три године касније је био унапређен у чин поручника и изабран за питомца Генералштабне Николајевске академије у Петрограду, коју је завршио 1899. године. Исте године је био унапређен у чин капетана, а поред тога провео је и неколико месеци у Француској како би усавршио језик.
Новаковић је намеравао да се прикључи борби против Енглеза у Бурском рату, али је био одбијен. Након тога он је помагао у изради Српског павиљона на Светској изложби у Паризу 1900. године, нудећи да без надокнаде уреди војни одсек изложбе. По завршетку изложбе Новаковић је био награђен и српским и француским одликовањем. Новаковић је по повратку у Србију провео још три године у генералштабном усавршавању. Крајем 1902. године Новаковић је узео одсуство и уз очеву новчану помоћ поново отишао у Француску на усавршавање.

## Мајски преврат и повратак у Србију
Вести о Мајском преврату су Новаковића затекле у Француској. Новаковић је одлучио да се одмах врати у Србију. Распитујући се код официра, рођака и пријатеља о Мајском преврату, закључио је да он може имати врло тешке последице по Србију. Поред тога, у војсци је расло незадовољство међу једним делом официра јер су завереници након Мајског преврата на све државне положаје постављали своје истомишљенике.
Као одговор на убиство владарског пара, Милан Новаковић је припремио проглас под називом Српском официрском кору. Проглас је првенствено био намењен официрима Нишког гарнизона (Новаковић је по казни био прекомандован у 16. пешадијски пук у Нишу), које је Новаковић позивао да својим потписима затраже уклањање завереника из војске. Концепт Новаковићевог прогласа је изменио пре објављивања Светомир Николајевић, такође један од контразавереника. Новаковић је веровао да само одлазак завереника из војске може стабилизовати прилике у земљи и повратити њен углед. Заверенике је оптуживао за кршење заклетве, корупцију, насиље, користољубље и анархију, сматрајући их обичним убицама. Новаковић и други контразавереници су такође сматрали да они који су извршили Мајски преврат желе да преузму сву власт у земљи.
Убрзо по завршетку прогласа Новаковић је почео да прикупља потписе што већег броја подофицира и официра, али је контразавера била убрзо откривена. Чланови Владе из редова завереника су у Ниш послали Драгутина Димитријевића Аписа, који је убрзо дошао до списка са потписима контразавереника. Командант Моравске дивизије, генерал Божидар Јанковић, наредио је да се ухапсе свих двадесет официра-потписника, који су потом пребачени на суђење у Београд. Новаковићева одбрана на суду, у којој је он оштро осуђивао заверенике и захтевао да они морају бити што пре удаљени из војске како би се очувао међународни углед Србије, убрзо је доспела у јавност. Управо то што је Новаковић текст своје одбране доставио јавности утицало је на суд, па је он био осуђен на две године затвора са губитком чина. Завереници су се бранили од оптужби текстовима објављеним у њима наклоњеној штампи, оптужујући Новаковића да је његов главни мотив изневерено самољубље јер није добио место официра-ордонанса новог краља.
Током двогодишње казне, коју је издржавао у пожаревачком Казненом заводу, Новаковић је често био изложен клеветама и провокацијама. За то време поједини противници завереника, попут Светомира Николајевића, повремено су у Скупштини покретали питање завереника, а њихови говори су били примећени како у земљи, тако и у иностранству. Новаковић је из затвора изашао у септембру 1905. године. Истог дана је у Правди била објављена посланица у којој је поново напао заверенике, тражећи од сваког доброг Србина да му се прикључи у борби против њих. Већ 30. октобра Новаковић је заједно са Светомиром Николајевићем покренуо Друштво за законско решење завереничког питања. Новаковићеви захтеви и формирање Друштва поздрављени су у европској, а нарочито у британској јавности. Паралелно са оснивањем Друштва покренут је и лист За отаџбину. Лист, који је у сваком броју оштро критиковао заверенике и тражио њихово удаљавање из војске, полиција је забранила у августу 1906. године.
Новаковићева активност у оквиру Друштва и листа За отаџбину утицала је у великој мери на војнике крагујевачког гарнизона. Додатни разлог за незадовољство постојао је због претеране строгости команданта, генерала Степе Степановића. Незадовољство Степановићем, као и понашањем завереника довело је до организовања контразавере. На збору у марту 1906. године око тридесетак окупљених подофицира донело је одлуку да помогне Друштво за законско решење завереничког питања и лист За отаџбину. Наредник Сретен Средојевић је требало да оде у Београд и ступи у везу са Новаковићем како би предао прилог сакупљен за рад Друштва. Такође, Средојевић је требало и да ступи у контакт са официрима који су делили слично мишљење са контразавереницима, као што су Живојин Мишић и Милош Васић. По повратку из Београда, Средојевић је уверавао своје колеге да је цео београдски гарнизон уз Новаковића, да би требало да окупе што већи број поузданих подофицира и официра и да сачекају даља упутства из Београда. Контразавера је убрзо била откривена, након што је наредник Милован Брадић све испричао током испитивања, у нади да ће се на тај начин спасити казне одузимања чина. Хапшења су извршена 17. априла, дан пре планираног почетка завере. Средојевић је осуђен као вођа завере, а он је уједно био и једина веза између Милана Новаковића и подофицира који су заверу припремали. Након завршетка суђења у јануару 1907. године овај случај је био затворен.

## Ново хапшење и смрт
Након гашења листа За отаџбину, Новаковић је штампао брошуру у којој је документовао полицијске притиске. Због те брошуре био је оптужен да је нанео увреду министру унутрашњих дела, па је био осуђен на месец дана затвора. Због полицијских притисака и Друштво за законско решење завереничког питања је убрзо обуставило свој рад. Међутим, Милан Новаковић је поново покренуо лист За отаџбину у марту 1907. године. Он је одмах био позван да одслужи једномесечну казну затвора, на коју је био осуђен годину дана раније. У августу је Новаковићу било сугерисано да се повуче из јавног живота, али је он одговорио да ће то учинити тек када завереничко питање буде било решено. Због тога је било наређено затварање штампарије.
Оптужен да је приликом акције жандармерије покушавао да сакрије делове машине за штампање, Новаковић је поново ухапшен 25. августа 1907. године. По кривичном законику смео је да буде задржан највише петнаест дана, међутим, како ни након осамнаест дана није био пуштен, његова супруга Десанка (ћерка генерала Павла Бошковића; 1907. године удала се за Милана Новаковића) жалила се председнику Владе, а свој протест је проследила и новинама. Завереници су нудили Новаковићу место војног аташеа у иностранству или место директора Државног монопола како би променио своје ставове, али је он ове понуде одбио. Новаковић је ангажовао шест адвоката одбране, али је њима било дозвољено да посете затвореника тек десет дана након хапшења. По подацима које су имали француски и британски посланици, Новаковић је у затвору био доведен до очајања лошим третманом.

Према званичној верзији полицији, дана 29. септембра 1907. године, Милан Новаковић и Максим Новаковић, пензионисани жандармеријски официр, упали су у канцеларију управника полиције, узели оружје и почели да пуцају на улицу. Министар унутрашњих дела Настас Петровић је покушао да их убеди да одустану од пуцања, али без успеха. Након што су потрошили сву муницију, извршили су самоубиство. Међутим, ова верзија није у потпуности тачна. Наиме, обојица су били убијени након што су у просторију жандарми убацили боце хлороформа. Овакав  поступак Милана и Максима Новаковића је био чин протеста због тога што им ни након више од месец дана проведених у притвору није отпочело суђење. Министар унутрашњих дела Настас Петровић је убрзо у Скупштини био оптужен да је одговоран за убиство Новаковића. Британски посланик Вајтхед је веровао да је шеф београдске полиције, Михаило Церовић, током посете двору добио наређење да Новаковићи морају бити ликвидирани. Министар унутрашњих дела је наредио обдукцију, а њени резултати су показали да ране на телима страдалих нису могле настати самоповређивањем. Београдске новине су писале да су обојица Новаковића били убијени: Милан је имао велику рану на глави и кундаком пребијену леву ногу, а Максим је имао ране на десној страни груди и на глави.

## Реакције на смрт Милана Новаковића
Неколико хиљада Београђана окупило се на улици док је пуцњава још трајала. Када је шеф полиције Церовић изашао да би им наложио да се разиђу, дочекали су га звиждуцима. Опозиција је због смрти Новаковића организовала митинг, због чега је Влада морала да подигне војску у стање приправности и да доведе појачања из унутрашњости. Протест је био организован и испред куће председника Владе Николе Пашића. Међутим, Новаковићева смрт је омогућила завереницима да консолидују своју већину у Скуштини. Штитећи министра унутрашњих дела Настаса Петровића, оптуженог да је био саучесник у злочину, Пашићева влада је у очима јавности такође понела део одговорности за Новаковићеву смрт, а завереници су изгледали недодирљивима.
Интерпелације у Скупштини, које су покренуте након Новаковићеве смрти, престале су децембра 1907. године. У мају наредне године донето је решење по ком управник београдске полиције Церовић и командант Жандармерије Вукасовић нису криви јер је министар својим присуством на месту злочина и издавањем наређења покрио њихову одговорност. Након овога, једино се расправљало око питања надлежности суда за суђење министру, односно да ли му треба судити пред редовним или Касационим судом. Опозиција је питање министрове одговорности поново покренула у Скупштини у марту 1911. године, али је Скупштина донела одлуку да расправу о овом случају даље препусти суду. Међутим, оптужба против Настаса Петровића је на крају била одбачена.